# Matyáš Koblížek
Matyáš Koblížek, né le 4 juin 2004 à Prostějov, est un coureur cycliste tchèque. Il est membre de l'équipe Tufo-Pardus Prostějov. 

## Biographie
Dans les rangs juniors, Matyáš Koblížek se fait remarquer sur piste en devenant champion d'Europe de l'élimination en 2021,, ou encore champion d'Europe de l'américaine en 2022,. Il obtient également diverses médailles aux championnats du monde et sur ses championnats nationaux. Après ses performances, il intègre l'effectif de l'équipe continentale Tufo-Pardus Prostějov en 2023. Toujours actif sur piste, il remporte la poursuite individuelle ainsi que la course aux points aux championnats de Tchéquie, chez les élites. 
À l'automne 2024, il se classe treizième de la course scratch aux championnats du monde sur piste, qui ont lieu à Ballerup.

## Palmarès sur piste

### Championnats du monde
| Édition / Épreuve       | Élimination | Américaine |
| Le Caire 2021 (juniors) | Bronze      | Argent     |
| Tel Aviv 2022 (juniors) |             | Bronze     |

### Championnats d'Europe
| Édition / Épreuve        | Elimination | Américaine |
| Apeldoorn 2021 (juniors) | Or          | Bronze     |

### Championnats nationaux
- 2021
  - 3e du championnat de Tchéquie de poursuite juniors
  - 3e du championnat de Tchéquie de poursuite par équipes
- 2022
  - 2e du championnat de Tchéquie de poursuite
  - 2e du championnat de Tchéquie de poursuite par équipes
  - 3e du championnat de Tchéquie de l'omnium
- 2023
  -  Champion de Tchéquie de poursuite
  -  Champion de Tchéquie de course aux points
- 2024
  -  Champion de Tchéquie de l'élimination[7]
  -  Champion de Tchéquie de l'américaine (avec Tomáš Bárta)[7]
  - 2e du championnat de Tchéquie de poursuite par équipes[7]

## Palmarès sur route
- 2024
  - 3e du Trofeo Cinelli